# Lichtenberg (Austria)
Lichtenberg è un comune austriaco di 2 687 abitanti nel distretto di Urfahr-Umgebung, in Alta Austria. Istituito nel 1850, nel 1875 fu accorpato al comune di Pöstlingberg assieme all'altro comune soppresso di Katzbach; nel 1919 Pöstlingberg fu a sua volta aggregato a Urfahr e quindi incorporato nella città di Linz, mentre Lichtenberg riebbe la propria autonomia amministrativa.